# Ulieș
Ulieș (in ungherese Kányád) è un comune della Romania di 1 267 abitanti, ubicato nel distretto di Harghita, nella regione storica della Transilvania.
Il comune è formato dall'unione di 8 villaggi: Daia, Iașu, Ighiu, Nicolești, Obrănești, Petecu, Ulieș, Vasileni.